# Linguizzetta
Linguizzetta (en cors Linguizzetta ) és un municipi francès, situat a la regió de Còrsega, al departament d'Alta Còrsega. L'any 2008 tenia 1.017 habitants.

## Demografia
| 1962 | 1968 | 1975  | 1982 | 1990 | 1999 |
| ---- | ---- | ----- | ---- | ---- | ---- |
| 187  | 758  | 1.053 | 751  | 755  | 947  |

## Administració
| Període | Identitat      | Partit | Qualitat |  |
| ------- | -------------- | ------ | -------- |  |
| 2008-   | Séverin Medori |        |          |  |